# المخزون والتدفق

الأسهم مقابل التدفق

المخزون الديناميكي ومخطط التدفق

غالبًا ما يميز الاقتصاد والأعمال والمحاسبة والمجالات ذات الصلة بين الكميات التي تمثل مخزونات وتلك التي تدفقات . هذه تختلف في وحدات القياس الخاصة بهم. يتم قياس المخزون في وقت محدد، ويمثل الكمية الموجودة في ذلك الوقت (على سبيل المثال، 31 ديسمبر 2004)، والتي ربما تراكمت في الماضي. يتم قياس متغير التدفق خلال فترة زمنية. لذلك، سيتم قياس التدفق لكل وحدة زمنية (على سبيل المثال سنة). التدفق مشابه تقريبًا للمعدل أو السرعة بهذا المعنى.
على سبيل المثال، يشير الناتج المحلي الإجمالي الاسمي للولايات المتحدة إلى إجمالي عدد الدولارات التي تم إنفاقها خلال فترة زمنية، مثل العام. لذلك، فهو متغير تدفق، وله وحدات من الدولارات / السنة. في المقابل، فإن مخزون رأس المال الاسمي للولايات المتحدة هو القيمة الإجمالية، بالدولار، للمعدات والمباني والأصول الإنتاجية الحقيقية الأخرى في الاقتصاد الأمريكي، ويحتوي على وحدات من الدولارات. يوفر الرسم البياني توضيحًا بديهيًا لكيفية زيادة مخزون رأس المال المتاح حاليًا عن طريق تدفق الاستثمار الجديد واستنفاده بتدفق الاستهلاك.

## الأسهم والتدفقات في المحاسبة
وبالتالي، يشير المخزون إلى قيمة الأصل في تاريخ التوازن (أو نقطة زمنية)، بينما يشير التدفق إلى القيمة الإجمالية للمعاملات (المبيعات أو المشتريات أو الدخل أو النفقات) خلال فترة محاسبية. إذا كانت قيمة تدفق نشاط اقتصادي مقسومة على متوسط قيمة المخزون خلال فترة محاسبية، فإننا نحصل على مقياس لعدد عمليات الدوران (أو التدويرات) للمخزون في تلك الفترة المحاسبية. عادةً ما يتم تمثيل بعض المدخلات المحاسبية على أنها تدفق (مثل الربح أو الدخل)، بينما قد يتم تمثيل البعض الآخر كمخزون أو كتدفق (مثل رأس المال).
قد يكون لدى شخص أو بلد مخزون من المال والأصول المالية والخصوم والثروة والوسائل الحقيقية للإنتاج ورأس المال والمخزونات ورأس المال البشري (أو قوة العمل). تتضمن مقادير التدفق الدخل والإنفاق والادخار وسداد الديون والاستثمار الثابت واستثمار المخزون واستخدام العمالة. هذه تختلف في وحدات القياس الخاصة بهم. رأس المال هو مفهوم المخزون الذي ينتج عنه دخل دوري وهو مفهوم التدفق.

## مقارنة الأسهم والتدفقات
تحتوي المخزونات والتدفقات على وحدات مختلفة وبالتالي لا يمكن قياسها - لا يمكن مقارنتها أو معادلتها أو إضافتها أو طرحها بشكل مفيد . ومع ذلك، يمكن للمرء أن يأخذ بشكل مفيد نسب المخزونات والتدفقات، أو يضربها أو يقسمها. هذه نقطة بعض الالتباس لدى بعض طلاب الاقتصاد، حيث يخلط البعض بين النسب (الصحيحة) والمقارنة (غير الصالحة).
نسبة المخزون على التدفق لها وحدات (وحدات) / (وحدات / وقت) = الوقت. على سبيل المثال، تحتوي نسبة الدين إلى الناتج المحلي الإجمالي على وحدات من السنوات (حيث يُقاس الناتج المحلي الإجمالي، على سبيل المثال، بالدولار في السنة بينما يُقاس الدين بالدولار)، مما ينتج عنه تفسير نسبة الدين إلى الناتج المحلي الإجمالي على أنه «عدد السنوات الواجب سدادها من جميع الديون، بافتراض أن كل الناتج المحلي الإجمالي مخصص لسداد الديون».
نسبة التدفق إلى المخزون لها وحدات 1 / الوقت. على سبيل المثال، يتم تعريف سرعة النقود على أنها إجمالي الناتج المحلي الاسمي / المعروض النقدي الاسمي؛ لديها وحدات (دولار / سنة) / دولار = 1 / سنة.
في الوقت المنفصل، يكون التغيير في متغير المخزون من نقطة زمنية إلى نقطة زمنية أخرى لاحقًا (أول فرق في المخزون) مساويًا لمتغير التدفق المقابل لكل وحدة زمنية. على سبيل المثال، إذا كان رصيد رأس المال المادي لبلد ما في 1 يناير 2010 هو 20 آلة وفي 1 يناير 2011 كان 23 آلة، فإن تدفق صافي الاستثمار خلال عام 2010 كان 3 آلات في السنة. إذا كان لديه 27 جهازًا في 1 يناير 2012، فسيبلغ متوسط تدفق صافي الاستثمار خلال عامي 2010 و 2011 {\displaystyle 3{\tfrac {1}{2}}} آلات في السنة.
في الوقت المستمر، يكون المشتق الزمني لمتغير المخزون هو متغير التدفق.

## المزيد من الاستخدامات العامة
الأسهم والتدفقات لها معاني طبيعية في العديد من السياقات خارج الاقتصاد والأعمال والمجالات ذات الصلة. تنطبق المفاهيم على العديد من الكميات المحفوظة مثل الطاقة، وعلى مواد مثل القياس المتكافئ، وإدارة مكامن المياه، وغازات الدفيئة وغيرها من الملوثات المعمرة التي تتراكم في البيئة أو في الكائنات الحية. التخفيف من تغير المناخ، على سبيل المثال، هو مشكلة مباشرة إلى حد ما في المخزون والتدفق بهدف أساسي هو تقليل المخزون (تركيز غازات الدفيئة الدائمة في الغلاف الجوي) من خلال التلاعب بالتدفقات (تقليل التدفقات مثل انبعاثات غازات الاحتباس الحراري في الغلاف الجوي، وزيادة التدفقات الخارجة مثل إزالة ثاني أكسيد الكربون). في الأنظمة الحية، مثل جسم الإنسان، يصف توازن الطاقة العلاقة الخطية بين التدفقات (الطعام الذي نأكله والطاقة التي نستهلكها جنبًا إلى جنب مع النفايات التي نفرزها) والمخزون (الذي يتجلى في زيادة وزن الجسم أو فقدانه بمرور الوقت). في علم نظام الأرض، تظهر العديد من مشاكل المخزون والتدفق، مثل دورة الكربون ودورة النيتروجين ودورة المياه وميزانية طاقة الأرض. وبالتالي فإن المخزونات والتدفقات هي اللبنات الأساسية لنماذج ديناميكيات النظام. أشار إليها جاي فورستر في الأصل باسم «المستويات» (للأسهم) و «المعدلات» (للتدفقات).
المخزون (أو «متغير المستوى») بالمعنى الأوسع هو بعض الكيانات التي تتراكم بمرور الوقت بالتدفقات الداخلة و / أو المستنفدة بسبب التدفقات الخارجة. لا يمكن تغيير الأسهم إلا من خلال التدفقات. رياضياً، يمكن اعتبار المخزون على أنه تراكم أو تكامل للتدفقات بمرور الوقت - مع طرح التدفقات الخارجة من المخزون. عادة ما يكون للمخزون قيمة معينة في كل لحظة من الزمن - على سبيل المثال عدد السكان في لحظة معينة، أو كمية المياه في الخزان.
يغير التدفق (أو «المعدل») المخزون بمرور الوقت. عادة يمكننا التمييز بوضوح بين التدفقات الداخلة (إضافة إلى المخزون) والتدفقات الخارجة (طرح من المخزون). يتم قياس التدفقات عادةً على مدى فترة زمنية معينة - على سبيل المثال، عدد المواليد على مدار يوم أو شهر.
المرادفات
| مخزون           | تدفق   |
| مستوى           | معدل   |
| متكامل          | المشتق |
| المتغير الحكومي |        |

## أمثلة

### المحاسبة والتمويل وما إلى ذلك.
| "مخزون"    | وحدات المخزون الممكنة | "التدفق (التدفقات)" | "تدفقات)"             | وحدات التدفق الممكنة  |
| رصيد البنك | ين                    | الودائع </br> فائدة | الانسحابات            | ين في الشهر           |
| جرد الخشب  | قدم مجلس              | الخشب الوارد        | الخشب المنتهية ولايته | قدم المجلس في الأسبوع |
| المساكن    | دولار                 | الاستثمار السكني    | استهلاك المساكن       | دولار في السنة        |
| حصص الأسهم | سهم (من " الأسهم ")   | شراء الأسهم         | بيع الأسهم            | سهم في الشهر          |

### سياقات أخرى
| "مخزون"                      | وحدات المخزون الممكنة | "التدفق (التدفقات)"   | "تدفقات)"               | وحدات التدفق الممكنة |
| CO2</br> CO2 في الغلاف الجوي | طن                    | طن من الانبعاثات      | طن محجوز                | طن يوميا             |
| ضيوف في فندق                 | الأشخاص               | وصول الضيوف           | الضيوف يغادرون          | الأشخاص في اليوم     |
| تعداد السكان                 | الأشخاص               | الولادات </br> الهجرة | حالات الوفاة </br> هجرة | شخص في السنة         |
| الماء في حوض الاستحمام       | لترات                 | يتدفق الماء           | تصريف المياه            | لترات في الثانية     |
| النفايات في موقع التخلص      | طن                    | مخلفات البضائع        | اضمحلال النفايات        | طن في الأسبوع        |
| خزان الوقود                  | جالون                 | التزود بالوقود        | استهلاك الوقود          | جالون شهريا          |

## تفسير التفاضل والتكامل
إذا كانت كمية بعض المخزون متغير في الوقت المناسب {\displaystyle \,t\,} يكون {\displaystyle \,Q(t)\,} ثم المشتق {\displaystyle \,{\frac {dQ(t)}{dt}}\,} هو تدفق التغييرات في المخزون. وبالمثل، فإن المخزون في وقت ما t هو جزء لا يتجزأ من التدفق من بعض الوقت عندما كان الوقت صفرًا حتى الوقت ر .
على سبيل المثال، إذا كان مخزون رأس المال {\displaystyle \,K(t)\,} يزداد تدريجيًا بمرور الوقت من خلال تدفق إجمالي الاستثمار {\displaystyle \,I^{g}(t)\,} وانخفضت تدريجيًا بمرور الوقت من خلال تدفق الاستهلاك {\displaystyle \,D(t)\,} ، ثم يتم إعطاء معدل التغيير الفوري في مخزون رأس المال
{\displaystyle {\frac {dK(t)}{dt}}=I^{g}(t)-D(t)=I^{n}(t)}
أين التدوين {\displaystyle \,I^{n}(t)\,} يشير إلى تدفق صافي الاستثمار، وهو الفرق بين إجمالي الاستثمار والاستهلاك.

## مثال على المخزون الديناميكي ومخطط التدفق

المخزون الديناميكي ومخطط التدفق

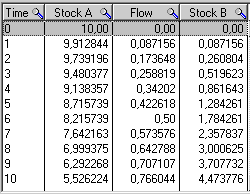
عشرة أسهم أولية وقيم التدفق

المعادلات التي تغير المخزونين عبر التدفق هي:
{\displaystyle \ {\text{Stock A}}=\int _{0}^{t}-{\text{Flow }}\,dt}
{\displaystyle \ {\text{Stock B}}=\int _{0}^{t}{\text{Flow }}\,dt}
قائمة لجميع المعادلات، حسب ترتيب تنفيذها لكل مرة، من الوقت = 1 إلى 36:
{\displaystyle 1)\ {\text{Flow}}=\sin(5t)}
{\displaystyle 2.1)\ {\text{Stock A}}\ -={\text{Flow}}\ }
{\displaystyle 2.2)\ {\text{Stock B}}\ +={\text{Flow}}\ }

## التاريخ
إن التمييز بين المخزون ومتغير التدفق أمرًا أساسيًا، ويعود تاريخه إلى عدة قرون في الممارسة المحاسبية مثل التمييز بين الأصل والدخل). في الاقتصاد، تم إضافة الطابع الرسمي على التمييز وتم تحديد الشروط في (Fisher 1896) ، حيث قام Irving Fisher بإضفاء الطابع الرسمي على رأس المال (كسهم).
ركز وشدد عالم الاقتصاد البولندي ميكاي كاليكي على أهمية التمييز بين الأسهم والتدفقات، ويعتبر وصفه لعلم الاقتصاد «علم الخلط بين الأسهم والتدفقات» في نقده لنظرية كمية النقود (حوالي عام 1936، كثيرًا ما استشهد بها جوان روبنسون).